# 불야성
불야성은 프로 야구 시즌에 한해서 매주 월요일 저녁 7시에 방송되던 야구 토크쇼 프로그램이다

## 같이 보기
- 아이 러브 베이스볼
- 베이스볼 S
- 베이스볼 투나잇
- 워너 B
- 스포츠 타임 베이스볼
- 합의판정
- 베이스볼 어워즈
- 랭킹 베이스볼
- 오늘의 야구
- 야구 읽어주는 남자
- 먼데이 나잇 베이스볼
- 야시장
- 주간야구